# Remise
Remise je návrat k původnímu fungování pacienta před vypuknutím nemoci. Jedná se vlastně o dosažení bezpříznakového období. Předpokládá se, že nemoc je stále přítomna, ale bez zjevných symptomů.
Pokud je remise spontánní, znamená to, že k vymizení příznaků došlo bez specifické léčby (např. bez užití léků).